# Гертруда Адельборг
Гертруда Адельборг (швед. Gertrud Adelborg; повне ім'я Gertrud Virginia Adelborg; 1853–1942) — шведська феміністка та суфражистка, одна із провідних учасниць руху за права жінок. Засновниця школи для жінок.

## Біографія
Народилася 10 вересня 1853 року в Карлскруні в родині військового і художника Брора Адельборга та Гедвіг Катаріни (Hedvig Catharina, 1820—1903). Сестра Оттилії Адельборг і Марії Адельборг.
Здобула освіту гувернантки удома і в школах для дівчат. Працювала вчителькою в 1874—1879 роках і в Апеляційному суді Свеаланда в 1881—1883 роках. Брала активну участь у шведському жіночому русі та боротьбі за жіноче виборче право. Працювала в жіночій організації «Асоціація Фредрики Бремер» (Fredrika Bremer Förbundet, FBF) в 1884—1907 роках (з 1886 року була головою Стокгольмського бюро), входила до центральної ради FBF в 1897—1915 роках. Заснувала Школу жінок (Landthushållningsskola för kvinnor) FBF в місті Rimforsa в Естергетланді, й у 1907—1921 роках належала до шкільної ради.

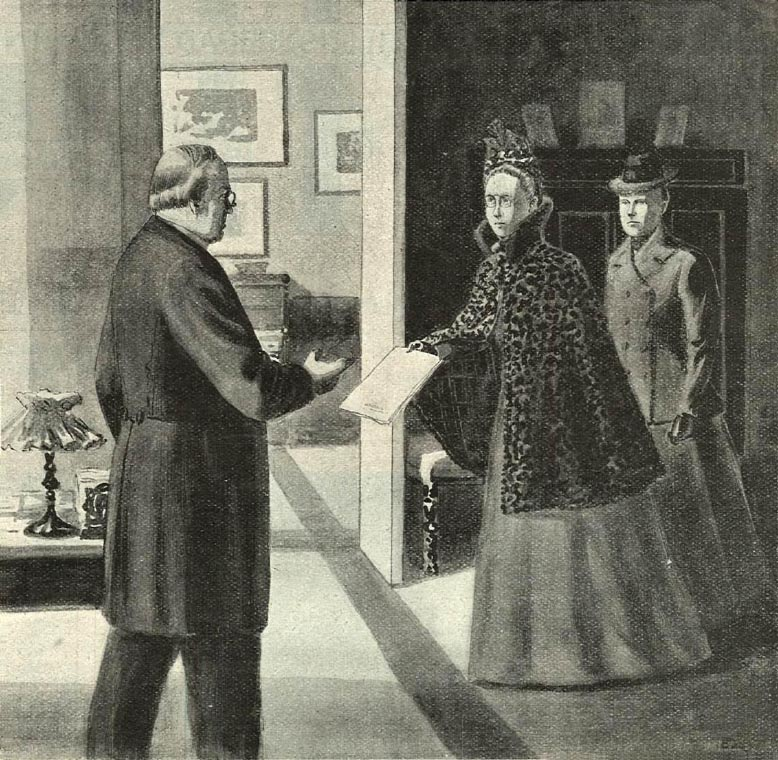
Агда Монтеліус і Гертруда Адельборг передають петицію Еріку Бустрьому

У 1899 році делегація FBF під керівництвом Агди Монтеліус передала прем'єр-міністру Швеції Еріку Бустрьому пропозицію щодо надання жінкам виборчого права. Текст звернення написала Гертрудою Адельборг. Вперше в історії Швеції жінки офіційно представили уряду вимогу виборчого права. 
Адельборг входила до правління Асоціації за політичні права жінок у Стокгольмі в 1902—1906 роках і в Національній асоціації за політичні права жінок (Landsföreningen för kvinnans politiska rösträtt, LKPR) в 1903—1906 роках.
У 1907 році в своєму зверненні новий прем'єр міністр Швеції Арвід Ліндман уникнув теми про право голосу для жінок, опираючись на призначений урядом запит, який повинен був бути завершений у 1912 році. LKPR направила делегацію до короля Оскара II, до якої входила Гертруда Адельборг. Король відповів, що він зробить все, що дозволяє конституція.
Роль Гертруди Адельборг у розробці виборчого права шведських жінок була описана сучасниками як вельми важлива. Вона продовжувала виконувати секретарські завдання, проводила розслідування, структурувала роботу, стала авторкою багатьох публікацій і маніфестів LKPR.
Удостоєна в 1907 році нагороди Ілліс кворум, яку вручають за видатні заслуги у шведській культурі, науці та суспільстві.
Вийшовши на пенсію, проживала в місті Гагнефі, де й померла 25 січня 1942 року. 
У шлюбі не була, дітей не мала.